# Дональд Едвард Вільямс
Доналд Едвард Вільямс (англ. Donald Edward Williams; 13 лютого 1942 — 23 лютого 2016) — астронавт США. Здійснив два космічних польоту на шаттлах як пілот на STS-51-D (1985, «Діскавері») і як командир корабля на STS-34 (1989, «Атлантіс»), полковник.

## Народження та освіта

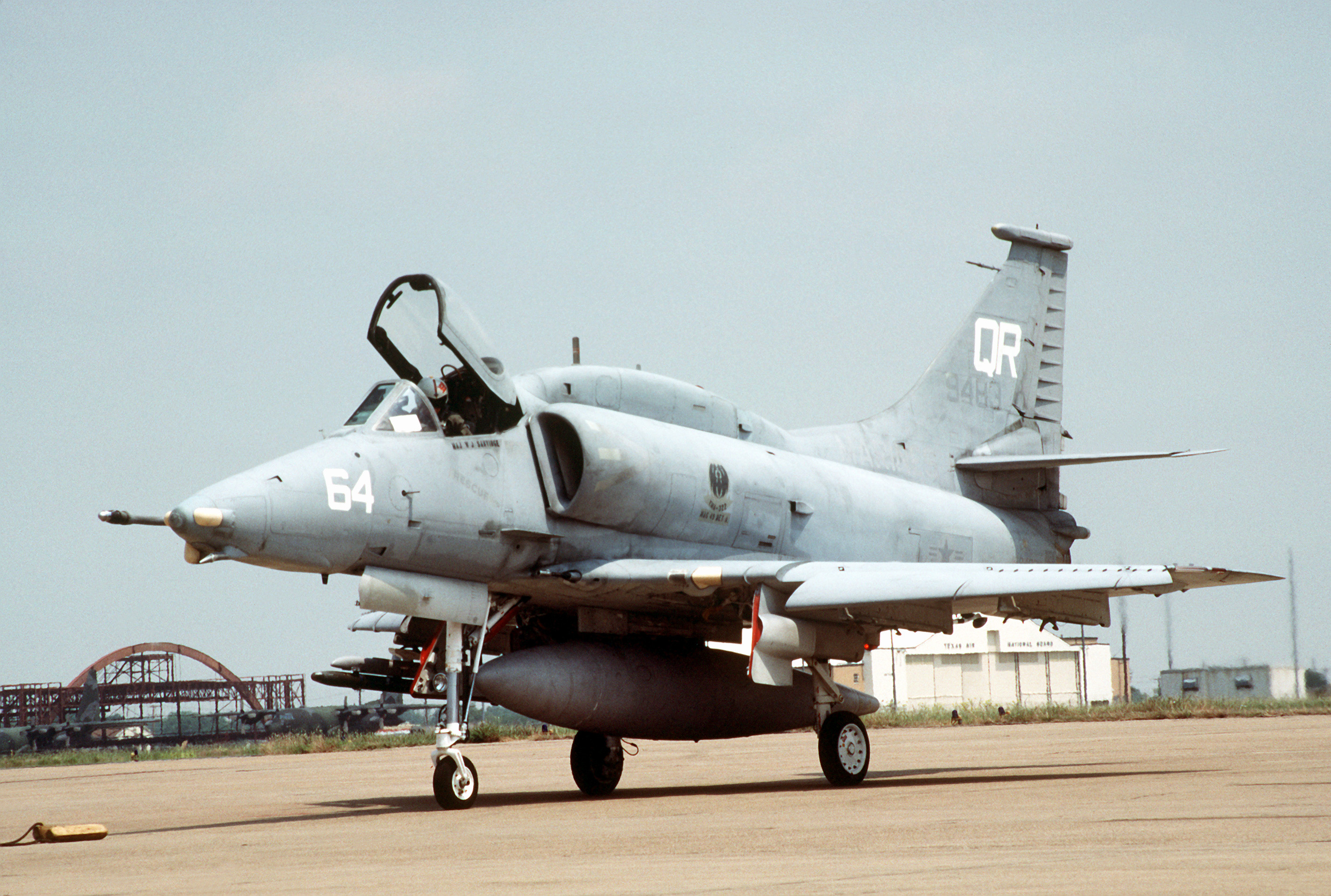
А-4 «Скайгок»

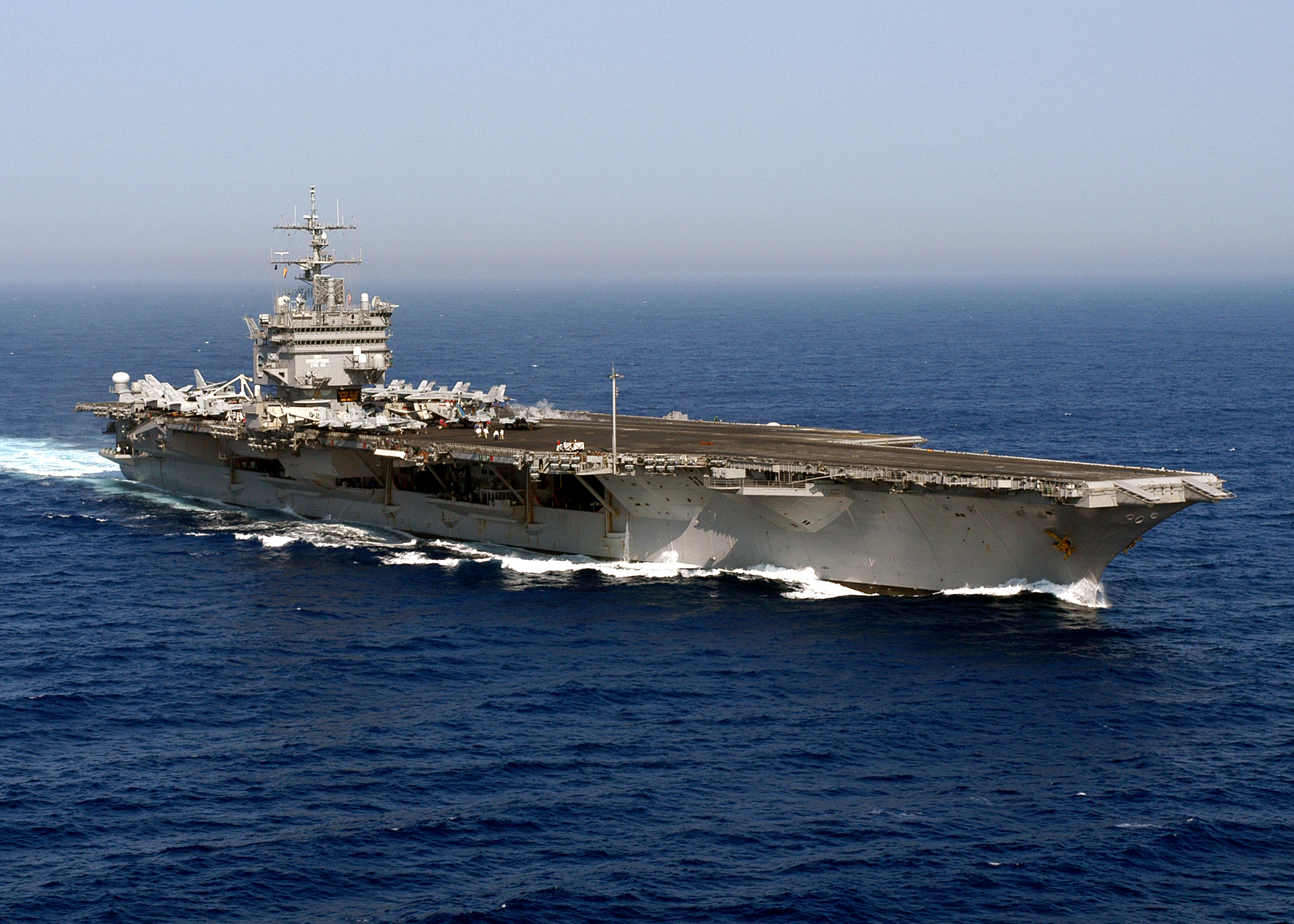
Авіаносець «Ентерпрайз»

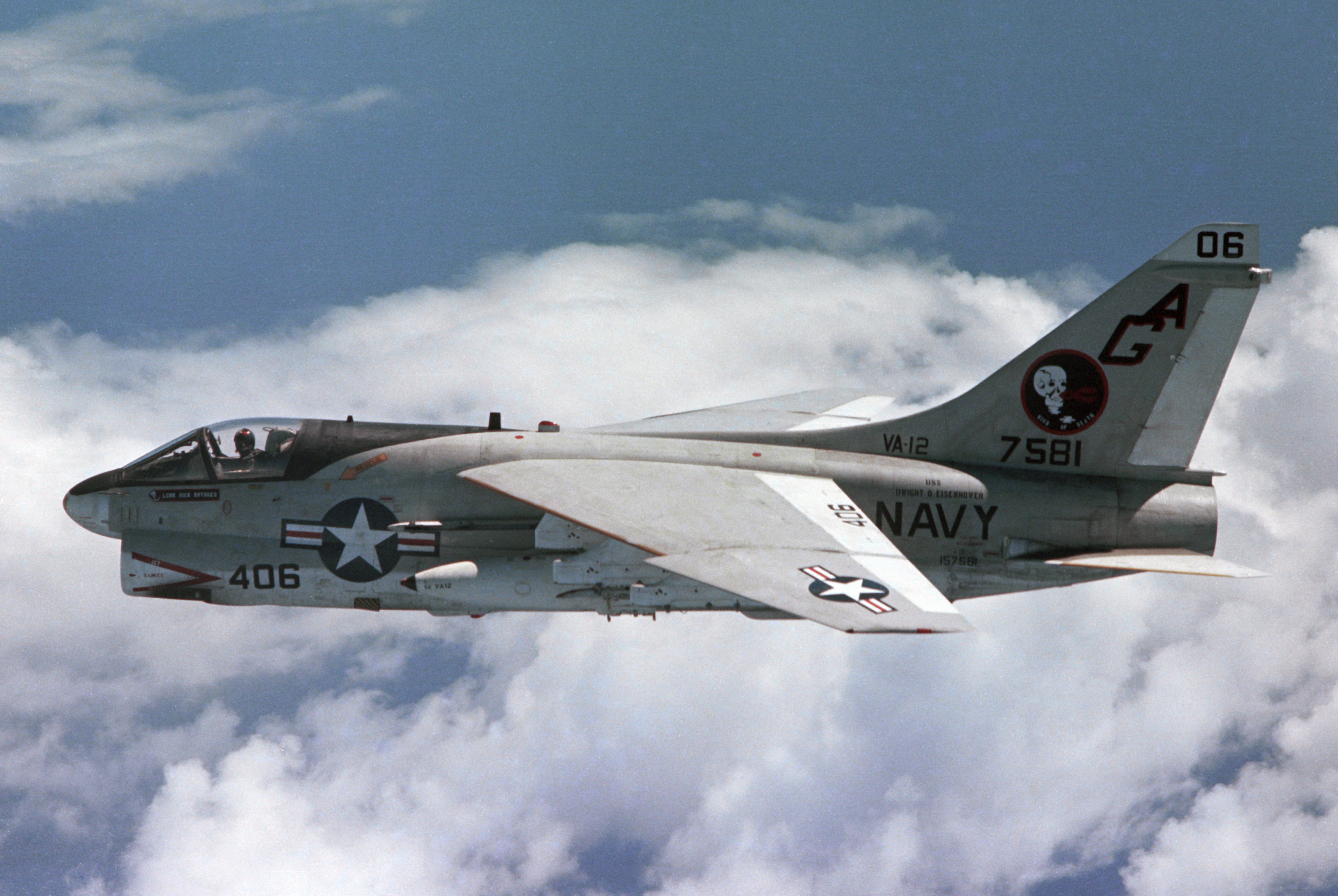
А-7

Народився 13 лютого 1942 в місті Лафаєт, штат Індіана. У 1960 році закінчив середню школу в місті Оттербейн, штат Індіана. У 1964 році в Університеті Пердью отримав ступінь бакалавра наук з машинобудування..

## До польотів
Під час навчання в Університеті пройшов підготовку за програмою підготовки офіцерів запасу ВМС. Після закінчення навчання був направлений на початкову льотну підготовку, яку проходив на авіабазі в Пенсаколі в Флориді, авіабазі Меридіан (штат Міссісіпі) і на авіабазі Кінгсвілл (штат Техас), де в травні 1966 став військово-морським льотчиком. Після перепідготовки на A-4, Доналд Вільямс був направлений в сто тринадцятий штурмову ескадрилью, у складі якої на борту авіаносця «Ентерпрайз» брав участь у двох бойових походах до узбережжя В'єтнаму. Потім протягом двох років служив в 125-й штурмовий ескадрильї на авіабазі Лімуру в Каліфорнії, після чого пройшов перепідготовку на літаку A-7.
Служив у дев'яносто сьомому штурмової ескадрильї у складі 14-го авіакрила Атлантичного флоту, разом з якою на авіаносці «Ентерпрайз» виконав ще два походи до берегів В'єтнаму. Виконав в цілому 330 бойових вильотів. У 1973 році навчався у штабному коледжі збройних сил, а в червні 1974 закінчив Школу льотчиків-випробувачів ВМС США на авіабазі Патаксент-Рівер в Меріленді. У 1974—1976 роках служив льотчиком випробувачем Відділення оцінки придатності авіаносців у Відділі льотних випробувань Стрічко-дослідного центру ВМС. Після реорганізації в 1976 році Стрічко-дослідного центру ВМС був призначений начальником Відділення систем авіаносців у Відділі випробувань ударних літаків. З червня 1977 року і до зарахування в загін НАСА служив у 94-й штурмовий ескадрильї, де проходив тренування для відновлення льотних навичок на «A-7». Загальний наліт становить понад 6000 годин, з них не менше 5700 на реактивних літаках. Виконав 745 посадок на палубу авіаносця. Військові звання: майор ВМС (в 1978 році), полковник ВМС (у відставці з березня 1990 року).

## Космічна підготовка
16 січня 1978 відібраний до загону астронавтів НАСА під час 8-го набору. Пройшов Курс загальнокосмічної підготовки (ОКП) і в серпні 1979 року був зарахований до Відділу астронавтів як пілот шаттла. Працював льотчиком-випробувачем в Лабораторії електронного устаткування шаттла.

## Космічний політ
- Перший політ — STS-51-D[3] , шаттл «Діскавері». Зі 12 по 19 квітня 1985 року як пілот. Тривалість польоту склала 6 діб 23 години 57 хвилин[4].
- Другий політ — STS-34[5] , шаттл «Атлантіс». З 18 по 23 жовтня 1989 року як командир екіпажу. Тривалість польоту становила 4 доби 23 години 40 хвилин[6].

Загальна тривалість польотів у космос — 11 діб 23 години 37 хвилин. З вересня 1982 по липень 1983 був заступником начальника Відділу реалізації програми «Космічна Транспортна система» з питань комплексування операцій. З липня 1985 по серпень 1986 року працював заступником начальника відділу польотних операцій в Космічному центрі імені Джонсона. З вересня 1986 по грудень 1988 року працював начальником Відділення забезпечення програми польоту у Відділі астронавтів. Звільнився з НАСА в березні 1990 року.

## Після польотів
Після відходу з НАСА працював старшим фахівцем з систем управління в корпорації «Міжнародні прикладні науки» в Х'юстоні. Потім працював координатором контрактів між «Національним центром гідрографії» і Центру космічних досліджень імені Д. Стенніса.

## Нагороди та премії
Нагороджений: Орден «Легіон пошани», Медаль «За космічний політ» (1985 і 1989).

## Сім'я
Дружина — Лінда Джо Грабо, син — Джонатан Едвард (нар. 17.09.1974), дочка — Барбара Джейн (нар. 10.07.1976). Захоплення: різноманітні види спорту і фотографування.